# Tháp Kim Mậu
Tháp Kim Mậu hay Tòa nhà Kim Mậu (Giản thể & Phồn thể: 金茂大廈, bính âm: Jīn Mào Dàshà, Hán-Việt: Kim Mậu Đại Hạ, nghĩa là "Tòa nhà Thịnh Vượng Vàng", tiếng Anh: Jin Mao Building  hay Jin Mao Tower) là một tòa nhà trọc chời tọa lạc tại Phố Đông, Thượng Hải. Tòa nhà Kim Mậu là tòa đầu tiên được tiên được xây dựng trong số cụm 3 tòa nhà trung tâm tài chính thương mại nằm tại Phố Đông, hai tòa nhà còn lại được xây dựng sau là Trung tâm Tài chính Thế giới Thượng Hải và Tháp Thượng Hải.
Tòa tháp này được xây dựng từ năm 1994, hoàn thành vào năm 1999 và liên tiếp giữ kỉ lục là tòa nhà cao nhất Trung Quốc đại lục từ năm 1999 đến năm 2007, trước khi bị soán ngôi bởi Trung tâm Tài chính Thế giới Thượng Hải. Tòa nhà được hoàn thành với 88 tầng và độ cao là 420,5 mét (1.380 ft). Tòa nhà được sử dụng thành nơi trung tâm mua sắm, văn phòng công sở và khách sạn.

## Hình ảnh

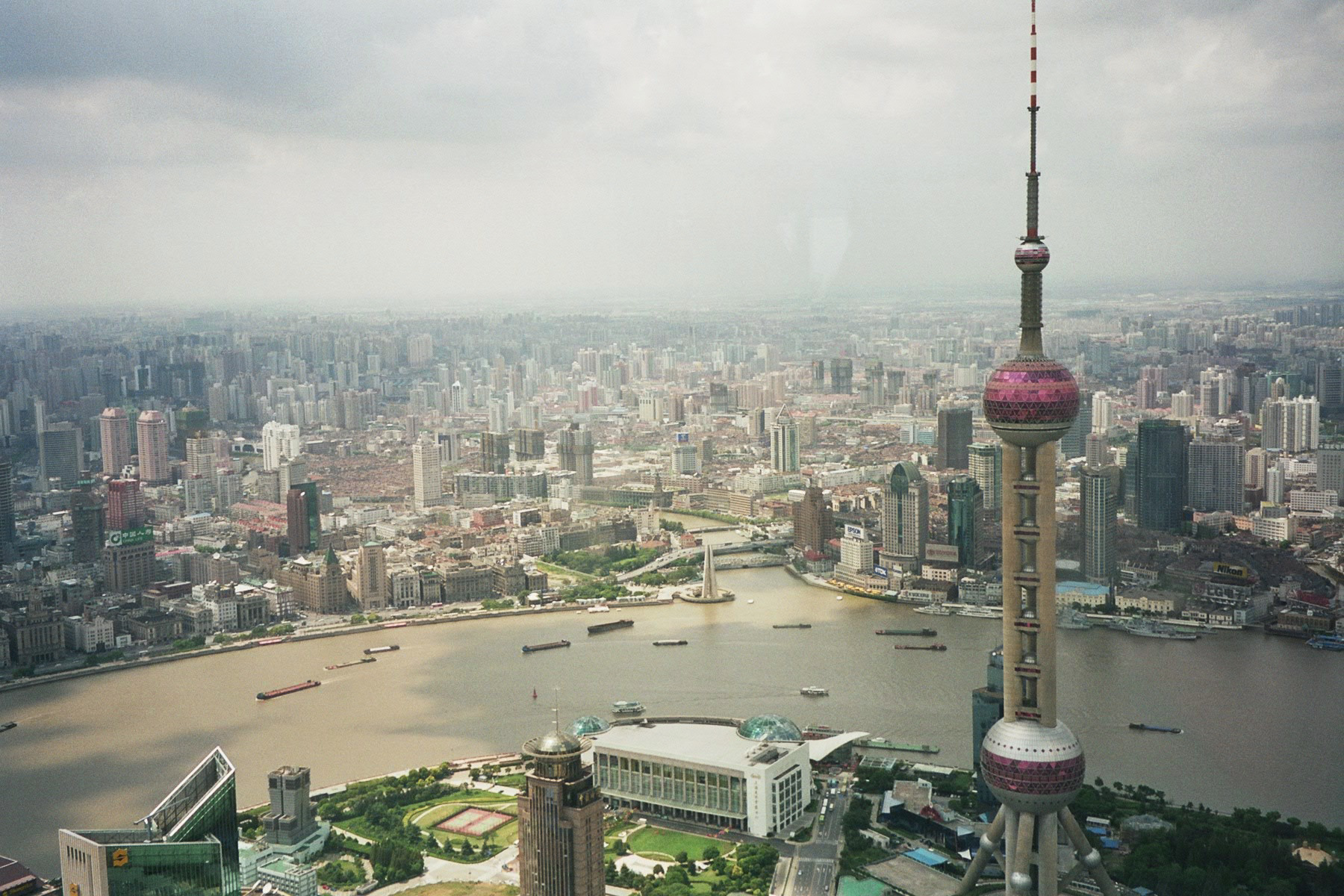
Toàn cảnh Thượng Hải nhìn từ tháp Kim Mậu
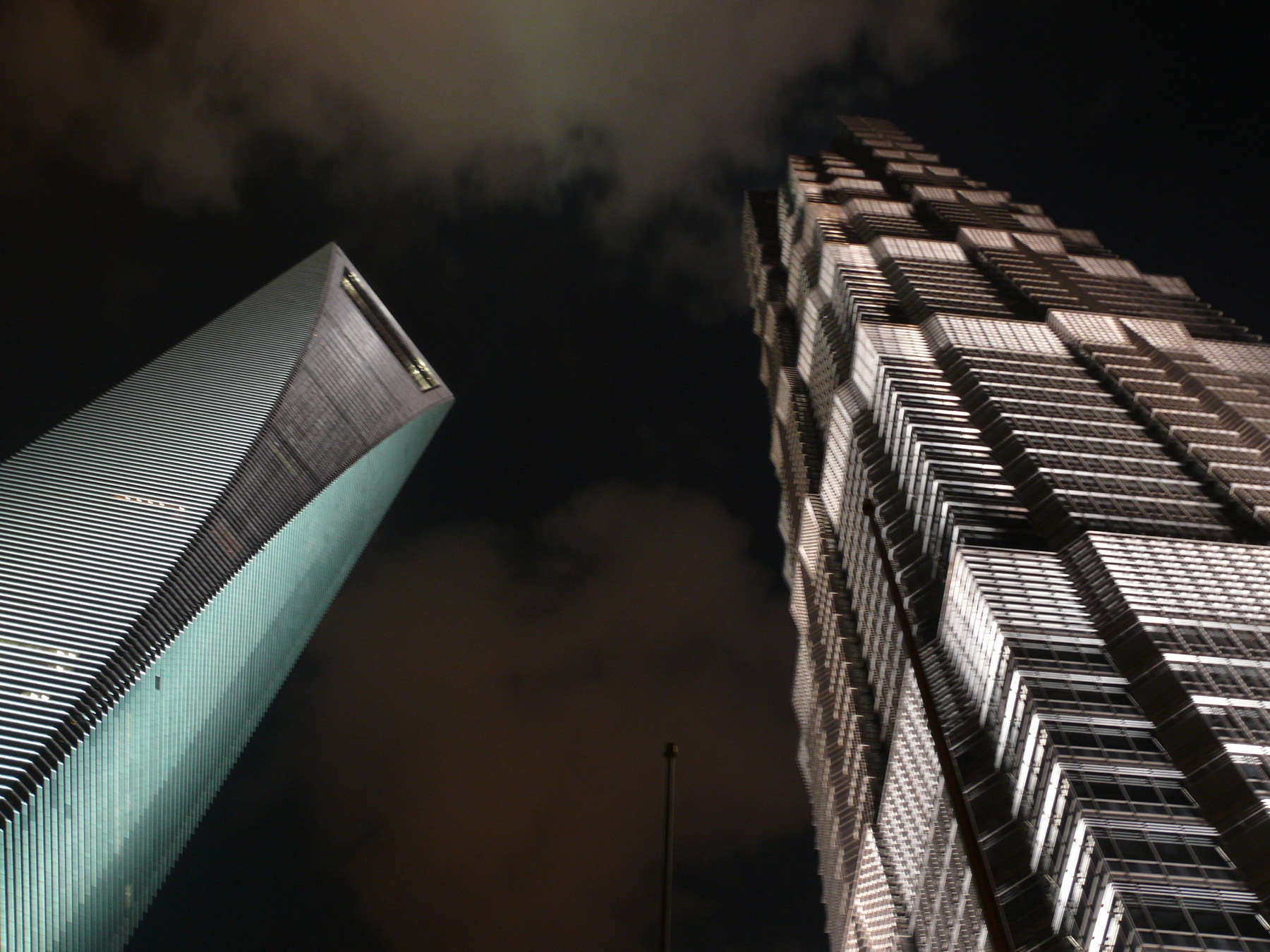
Tháp Kim Mậu (phải) đứng cùng với Trung tâm Tài chính Thế giới Thượng Hải (trái)